# Le Pin (Deux-Sèvres)
Le Pin település Franciaországban, Deux-Sèvres megyében. Lakosainak száma 1069 fő (2022. január 1.). Le Pin Bretignolles, Cerizay, Mauléon, Cirières, Combrand és Nueil-les-Aubiers községekkel határos.

## Népesség
A település népességének változása:
| Lakosok száma | 1054 | 1052 | 1075 | 1052 | 1052 | 1047 | 1044 | 1041 | 1069 |
|               | 2013 | 2015 | 2016 | 2017 | 2018 | 2019 | 2020 | 2021 | 2022 |